# Acorn Media Group
Acorn Media Group, Inc. est une société américaine de production et de distribution de contenu vidéo, faisant partie depuis 2012 du nouveau groupe RLJ Entertainment. Elle est connue pour diffuser des produits britanniques au Royaume-Uni, aux États-Unis et en Australie.
Elle détient la société Agatha Christie Ltd. qui gère les droits des œuvres de la romancière Agatha Christie.

## Historique
La société Acorn Media Publishing, Inc. est créée en 1984 par Peter Edwards. Au fil du temps, elle est devenue une société indépendante leader opérant dans trois pays : Royaume-Uni, États-Unis et Australie. Elle distribue des DVD de téléfilms et séries télévisées britanniques, ainsi que des programmes de bien-être et de santé. Elle diffuse également le contenu de ses catalogues directement sur internet.
En 2004, la société change de nom en Acorn Media Group, Inc..
En 2012, elle rachète à Chorion ses parts (64 %) dans la société Agatha Christie Ltd. qui gère les droits des œuvres de la romancière Agatha Christie.
Le 2 avril 2012, il est annoncé que RLJ Acquisition, Inc. a signé un accord pour racheter les sociétés Acorn Media Group, Inc. ainsi qu'Image Entertainment, Inc. dans l'optique de fusionner les deux au sein d'une nouvelle entité appelée RLJ Entertainment, Inc..

## Composition
- Acorn Media U.S
- Acorn Media U.K.
- Acorn Media Australia
- Acorn Direct

Elle détient plusieurs catalogues :
- Acorn Catalog
- Acacia Catalog
- Agatha Christie Ltd., qui gère les droits des œuvres de la romancière Agatha Christie

Son siège se situe à Silver Spring au Maryland (États-Unis) avec un bureau supplémentaire à Stillwater dans le Minnesota.